# Perpheres
Perpheres is een geslacht van vlinders uit de familie van de Lycaenidae, de kleine pages, vuurvlinders en blauwtjes. De wetenschappelijke naam en de beschrijving van dit geslacht zijn voor het eerst gepubliceerd in 1992 door Toshiya Hirowatari.
Dit geslacht is monotypisch, dat wil zeggen dat het maar één soort heeft namelijk Perpheres perpheres (Druce & Bethune-Baker 1893) uit Nieuw-Guinea.